# Alfredo Evangelista
Alfredo Evangelista, född 3 december 1954, var en uruguayansk-spansk boxare. Han föddes i Montevideo i Uruguay.
Evangelista mötte Muhammad Ali 1977 och förlorade på poäng efter 15 ronder. Han gick mot Larry Holmes 1978, och föll på knock-out i sjunde ronden. 1987 föll han på knock-out mot Anders "Lillen" Eklund.